# Mordellistena suturalis
Mordellistena suturalis là một loài bọ cánh cứng trong họ Mordellidae. Loài này được Ray miêu tả khoa học năm 1947.